# 인디애나 주립 대학교
인디애나 주립 대학교(Indiana State University, ISU)는 미국 인디애나주 테레호테에 위치한 공립 대학이다. 1865년 개교하였으며 100개가 넘는 학부 전공과 75개가 넘는 대학원 및 교수 프로그램이 있다.